# Mikrotunnelborrning
Mikrotunnelborrning även mikrotunnling och är en mångsidig, schaktfri ledningsbyggnadsmetod som innebär att en kompakt, fjärrstyrd tunnelborrmaskin borrar sig fram mellan två sänk- eller nedstigningsbrunnar.
Längst fram på borrmaskinen finns en hydraulisk borr- och krossmodul som borrar och finfördelar berg, sten och jord. Det lossborrade materialet blandas med borrvätska, pumpas bakåt genom tunneln och återvinns.
Tunnelns mantel trycks framåt efter borrmaskinen på samma sätt som vid rörtryckning. Operatören får löpande information om borrmaskinens läge och gör de justeringar som behövs från ett kontrollrum på avstånd.

## Tekniska data
| Max ledningsdiameter | 4000 mm                |
| Max längd            | 1000 meter             |
| Rörmaterial          | Betong                 |
| Utrymmesbehov        | Sänkbrunn, spontschakt |
| Begränsningar        | Inga                   |